# Потрійна підстава
Потрійна підстава — трилер 2004 року.

## Сюжет
Ох вже ці ідеальні плани. Вони як уряд і реклама — їм у жодному випадку не можна довіряти! Навіть якщо на перший погляд все виглядає красиво і надійно, як свіжовіддрукований долар. Шкода, людська пожадливість постійно змушує забути це нехитре правило. Як забув герой фільму, хлопець з темним минулим, підслухавши план викрадення з метою викупу і вирішив по швидкому «зрубати грошенят» на чужій ідеї, підставивши її авторів. Гордий своєю хитромудрістю, герой не врахував лише одного: вкравши чию-то пісню, будь готовий танцювати під чужу дудку. І той, хто думає, що смикає за мотузки, сам може виявитися маріонеткою.